# Парри, Дэвид Уильям
Дэвид Уильям Парри (родился 25 августа 1958 г.) — пастор, поэт, писатель, эссеист, теолог, спикер TEDx и драматург. Он наиболее известен как автор двух сборников стихов, «Искупление Калибана» (2004 г.) и «Грамматика колдовства» (2009 г.) , а также сборника эссе « Гора Афон внутри меня: эссе о религии», «Сведенборг и искусство» (2019). Многие из его работ исследуют идею о том, что красота — это мост к превосходству. На протяжении всей своей карьеры Парри был ярым поборником прав ЛГБТ, пацифизма и либертарианства.

## Ранние годы

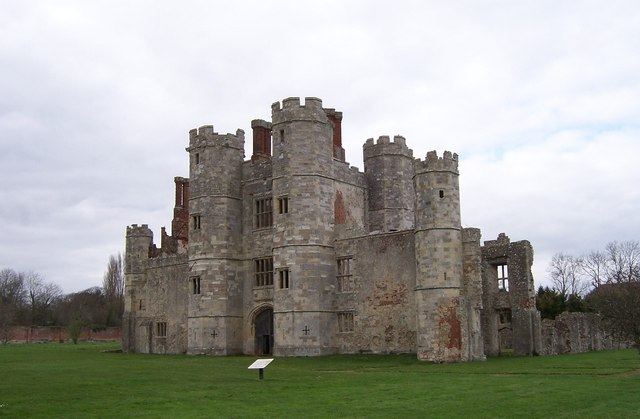
Аббатство Титчфилд, недалеко от Фархема, где Парри читал римские стихи.

Парри родился 25 августа 1958 года в Портсмуте, Великобритания. Он первый ребенок телеграфиста Джоан Маргарет «Гиббс» Кивени и валлийского полицейского Уильяма «Билл» Парри. Он жил на Блэкбрук-роуд, Фэрхэм, и получил образование в школах Нонигтон и Майл-Энд Хаус в Портсмуте. Он описывает себя как серийного прогульщика, который очень рано потерял веру в систему образования, когда его школьные учителя проигнорировали мольбы всего класса, утверждая, что видели «НЛО» среди бела дня. Среди предков Парри был сэр Хьюберт Парри, английский композитор и учитель Ральфа Воана Уильямса.
В подростковом возрасте он подружился с британским антропологом и ведущим 4-го канала Ричардом Радгли. Его первая работа была сельскохозяйственным рабочим на ферме. Впоследствии он стал почтальоном и садовником / садовником в HMS <i id="mwJQ">Collingwood'' и HMS Centurion. Между тем, как ценитель искусства и традиционных ремесел, его часто приглашали на мероприятия по всему Фархему.
Позже он переехал в Лондон в начале 1980-х и начал работать в Реестре дружественных обществ и Комиссии строительных обществ, министерстве финансов Великобритании, на Грейт-Мальборо-стрит. Примерно в то же время он подружился с сэром Джорджем Тревельяном, 4-м баронетом. Он закончил свое образование в Королевском колледже Лондона, где получил степень бакалавра религиоведения. Позже он получил степень магистра пастырского богословия в Хейтроп-колледже Лондонского университета.

## Карьера

### Религия и оккультизм
Свою церковную карьеру Парри начал в 1987 году в качестве мирского служителя в Metropolitan Community Church (MCC) в Бэлхэме. Не сумев оправиться от числа смертей, связанных с ВИЧ / СПИДом, он покинул MCC в 1991 году и до 1998 года стал мирским унитарным министром в Южном Лондоне и Юго-Восточном округе. Впоследствии он был министром конгрегационалистской церкви Ковердейла и Эбенезера с 1998 по 2000 год. Его деятельность в качестве священника описывалась как «радикальная и увлекательная», что привлекало множество собраний.
Тем не менее, продолжать его искать Христа Сознание вне авраамической традиции, он стал участвовать в нео-язычество, посредством лекций, ритуалы, медитации и экологического активизма. Он стал «универсалист» язычник godhiбыл и Гарднерианского викканской в процессе. Он выступал и выступал в ряде мероприятий, в том числе Тредвелла книжный магазин, Книжный магазин «Атлантис» («Чарльз Дарвин и Северной Традиции» 2009), Ше Кристоф ресторан («Mesoteric» 2009), в Девере для тайных вождей («одинизм и языческое Возрождение» 2011 & «Vanatru — путь менее путешествовал» 2013), Центр искусств Аберистуита («мистический языческий» 2012), Пушкинский дом («по следам Одина» 2012), и Гайд-парк с выступающего угла («возвращение к язычеству» 2015). Кроме того, в рамках Allthing, его новый переходный компании после закрытия Gruntlers', Парри созвал в Лондон в Королевском институте арбитров (Великобритания) в 2012 году. Это был международный слет язычники, приглашая известных ораторов из разных стран мира, включая Дэвида Бет (Германия), Ричард Rudgley (Канада), Фрея Aswynn (Дания), Энн-Мари Дженсен, Владимир Видеманн (Эстония) и Ральф Харрисон. В 2013 году он выступил одним из инициаторов квеста сердца в Биркбек, Лондонский университет вместе с Д-Минна двух, совместно поддерживается философская психология, мораль и Политика исследовательская группа из Университета Хельсинки и философского факультета в Биркбек. В октябре 2014 года, Парри был одним из выступающих на Фрэнсис Хатчесон институт, «религия — какой в этом смысл?» в Палате лордов, организованном Лорд Лэрд.
Парри, тем не менее, вернулся в христианство после того, как рукоположен в сан священника и епископа в Италии епископ Лука Сатори. Два года спустя, он был признан священником и епископом в старой католической святой престол Антиохийский Патриарх-Поль-де-Бертон. В настоящее время он является независимым пастор Святого Валентина зале, как уполномоченный возникающих оазиса общины в метропольной общинной церкви (ЦУП). В этом качестве он способствовал появлению пяти церквей в Африке (Кения и Нигерия).

### Письмо
Перри является автором опубликовано три книги. Его первая книга, Калибан Искупление (2004), представляет собой сборник оккультно стихи, которые исследуют Парри альтер эго, Калибан, из - Уильям Шекспир'ы буря, а также его размышления о сексуальности, уединение и Шекспира. Захватив метафизический момент текст Калибан на момент Парри медленно сталкивает себя в качестве желающего заключенный на волшебном острове насилие и желание. Он утверждает, что ни Браунинг, ни Ницше полностью постиг этику искупления, который может быть найден только в незапятнанной самости. Книги в настоящее время ведет переговоры, чтобы быть адаптированы как театральное представление, режиссером и продюсером Виктором Собчак в 2021 году.
Затем Пэрри опубликовал грамматику колдовство (2009), сборник мини-саг и стихов, которые повествуют Калибан в последний путь от ирреального прелести лесбийской свадьбе в Ливерпуль, вплоть до несуществующего города Лондона. В себя, парирование направленных на решение лирические противоречия, существующие между разными уровнями сознания, а конкретно между реальностью, в состояние «сновидения» и высшее сознание. Впоследствии, явно нелогичные сценарии вынырнуть из потока сознания, в котором недоумение театральных пейзажей активно конкурировать с обувью из англо-саксонского колдовства, радикальный традиционализми отсутствие британских подлинность. Каждый анализ указывает на тех, Юнга духов, которые преследуют в конечном счете благотворительного архетипического мира.
Третья книга Парри, Гора Афон внутри меня: Очерки религии, Сведенборга и искусства (Manticore Press 2019), представляет собой сборник эссе, который появился после того, как Владимир Видеманн пригласил его выступить в качестве докладчика на трех международных конференциях, посвященных Горе Афон. — Уникальное духовное и культурное наследие человечества "в Зальцбурге (2011 г.), Веймаре (2012 г.) и Белграде (2013 г.). Три конференции были организованы Всемирным общественным форумом под эгидой "Диалог цивилизаций. Книга состоит из восьми очерков или «Проблем» и отправляет читателя в путешествие к Святой Горе Афон, священному оплоту христианского православия. Он исследует символизм гор в более широком контексте вечной философии, исследуя их как символ духовного восхождения к божественному. Он углубляется в широкий круг тем, включая Эмануэля Сведенборга, квакеров, европейских язычников, литературу, театр, историю и искусство. Доктор Бернард Хуз, заслуженный преподаватель нравственного богословия (Heythrop College), написал предисловие к книге в 2012 году.
На протяжении своей писательской карьеры Парри публиковал отдельные эссе, стихи, сатирические произведения, блоги, интервью, новостные статьи в многочисленных журналах, включая <i id="mwgQ">E-International Relations (E-IR)'', The European Azerbaijan Society (TEAS), CG Jung Club London, The Oldie, Psychic World, Through The Woods и Open Central Asian Magazine. Как случайный редактор, он также написал предисловия к книгам ряда известных центральноазиатских авторов.
Парри был приглашен выступить в качестве спикера на TEDxLambeth вместе с художником и историком Харалампи Г. Орощаковым в Королевском обществе искусств в Лондоне. Их доклад назывался «Беседа о концептуальном искусстве». С тех пор Парри заработал международную репутацию в театре как концептуалист.

### Театр
Парри основал свою компанию Gruntlers 'Arts Group в 2008 году как слабо связанную группу «имагистов», регулярно проводящих художественные и культурные мероприятия в Poetry Café в Ковент-Гардене и «Русский мир» в Блумсбери. Грантлерс представил театральные постановки, литературные салоны, презентации книг и кабаре в стиле Cabaret Voltaire. События обычно обозначались как «готика», «сюрреализм», «леденящая кровь поэзия» или «доступное высокое искусство». С самого начала Gruntlers стремился прославить малоизвестных креативщиков из других стран англоязычной аудитории. Действительно, в 2010 году Парри был спонсирован Европейским азербайджанским обществом (TEAS), Каспийско-хазарским обществом и посольством Азербайджанской Республики, чтобы познакомить британскую аудиторию (посредством костюмированного чтения сценария) с работами Мирзы Фатали Ахундова с Премьера в Великобритании фильмов «Ботаник месье Джордан» и «Колдун-дервиш» Мастали Шах. Парри охарактеризовал постановку как «творящую историю», а также как «преемственность Шекспира». Кроме того, он упомянул сильных женских персонажей, а также межкультурные ошибки, из которых состояла история. Затем, в том же году, он представил азербайджанского поэта Имадеддина Насими в Пушкинском доме в Лондоне во время мультимедийного мероприятия. Тем не менее, первой крупной театральной постановкой Парри в качестве режиссера и продюсера была « Дадаистский Шекспир: комедия в десяти сценах, одновременно серьезных и трагических в Конном госпитале» профессора Эльчина Эфендиева Gruntlers закончился в 2012 году.
Тем не менее, после успеха « Шекспира: комедия в десяти сценах, серьезных и трагических», Эфендиев снова пригласил Парри поставить другую его пьесу « Граждане ада» о тираническом отношении Сталина к Азербайджану. Роль Парри как режиссера была передана Нику Пеласу, что сделало его старшим продюсером остальной части постановки. По словам Пеласа, видение пьесы Парри сохранялось на протяжении всего шоу. Спектакль « Граждане ада» был поставлен в Театро Технис, Камден, в июле 2013 года.
Впоследствии, в составе своей новой театральной труппы, Парри основал Theo-Humanist Arts в 2014 году и провел следующие три года, руководя, а также создавая виртуальные и частные театральные шоу, а также координируя художественные салоны в различных местах, в основном в фойе театра. Лондонский валлийский центр, коридоры Королевы Елизаветы и церкви Святого Петра, Клэпхэм. В 2014 году во время короткого пребывания на интернет-телеканале Дэвида Айка The People’s Voice Парри поставил 10-серийное виртуальное представление « Англо-саксонская поэзия» в исполнении Эндрю Ри для Art @ The People’s Voice. В том же году Лорд Лэрд и доктор Роджер Прентис пригласили Парри для постановки собственной мини-драмы «День в свете» для частной аудитории о жизни и гуманитарной деятельности Альберта Швейцера, представленной в Палате лордов после выступление организации « Врачи без границ». Спектакль нельзя было снимать или рекламировать из-за Правил Chatham House. В следующем году Парри написал и поставил 13-минутную мини-драму «Удача судьбы» о смерти, жизни и моментах в чистилище бывшего президента Азербайджана Гейдара Алиева.
В 2016 году к Парри обратился журналист Пол Уилсон с просьбой направить и продюсировать « Шекспир сегодня вечером», написанный Уилсоном и австралийским комиком и писателем Тимом Фергюсоном. Шоу приветствовало переполненную публику и было частью Камден Фриндж (Театр Технис) и Эдинбург Фриндж (Рай в зеленом). Кроме того, он был креативным директором англо-русского спектакля « Цинциннат» по мотивам «Приглашения на казнь» Владимира Набокова. Парри прекратил деятельность Theo-Humanist Arts в 2016 году.
Парри также играл в ряде пьес, таких как Хатамхан ага в « Ботанике мсье Джордан и колдун-дервиш Мастали Шах» (2010), Альфред Хичкок в « Посвящении Хичкоку» Ника Пеласа (2016) и генерал Иволгин в пьесе Виктора Собчака. экранизация «Идиота» (2017). В документальном фильме «Королевство Калибана» (2009), который вращался вокруг его жизни, Парри играл самого себя, а в 2012 году он был «голым мужчиной» в рождественском эпизоде «Он и она» (3 сезон).

### Подкаст
Как расширенное подразделение Theo-Humanist Arts, Парри стал соучредителем еженедельного подкаст- шоу под названием THA Talks с Полом Обертелли в 2014 году, чтобы создать платформу, которая поощряла «Свободные мысли и открытые умы». Как мгновенный успех, шоу пригласило международных влиятельных лиц, в том числе Фрейю Асвинн, профессора Раймонда Таллиса, Ричарда Радгли, Сайруса Явне, Сёльви Фаннара, JP Sears и Special Head. Однако в 2018 году Парри перестал быть постоянным соорганизатором, но часто появлялся в качестве гостя.
В январе 2020 года Парри стала участницей шоу Лео Лайона Загами « Пью» вместе с Розанной Барр, Лоуэллом Джозефом Галлином и Джоном Барнуэллом. Пью иногда транслировался на канале Барра на YouTube. Шоу закончилось после 13 серий.
В настоящее время Парри является постоянным спикером духовной службы Алана Кокса Sunday Morning Spiritual Service на ParaMania Radio а также был приглашенным спикером на TEDxLambeth Conversations Beyond Antinomies, Truth Frequency Radio, The Pure Paranormal Radio Show, Aeon Byte Gnostic Radio, Paranormal Концепт и ADX-файлы.

### Политика
Парри — пожизненный либертарианец, а также член и бывший пресс-секретарь Либертарианской партии (Великобритания). Вместе с Джезом Тернером в 2015 году он стал соучредителем Клуба экстремистов, который проводился в Old Coffee House в Сохо, Лондон, чтобы собрать вместе чрезвычайно одаренных людей для обсуждения политики в традициях классического либерализма. Среди известных спикеров были автор и член парламента Мажилиса Мухтар Шаханов, писатель Энтони Пик, правозащитник Сундус Саки, филантроп Джиллиан Хаслам, не говоря уже об Эндрю Уизерсе из Либертарианской партии (Великобритания).
Пэрри был ложно обвинен в том, что он неофашист и «видный правый оккультист», несколькими репортерами из британской Индимедии Circle Ansuz и Hope not hate. Обвинения так и не были подтверждены.
В 2018 году Пэрри некоторое время был сотрудником по культуре Социалистической партии Родины Британских островов

### Центральная Азия
В 2013 году Парри дал интервью газете The Guardian о том, как Пограничное агентство Великобритании обращается с русским поэтом Алексом Гальпером (который учился у Аллана Гинзбурга). Гальпер был приглашен Парри на вечер поэзии в Лондоне, собрание, которое не проявилось, потому что он был задержан и депортирован из-за запрета на получение британской визы в то время. Парри сказал: "Я все еще схожу с ума от гнева. Я хотел собрать вместе нескольких поэтов-битников, и это вызвало большой интерес. Затем мне позвонил Алекс в аэропорту, и он не мог понять, что с ним происходит ".
Парри стал первым председателем Евразийской творческой гильдии (ECG) в 2012 году, некоммерческой организации, создающей сети и обеспечивающей подлинное взаимодействие между художниками из Центральной Азии и Европы. В этом качестве он созывал встречи ЭКГ, а также Книжный форум Открытой Евразии и Центральной Азии и Литературный фестиваль включая презентации книг, концерты, вечера поэзии, фото выставки, круглые столы, туры, конкурсы, и презентации творческих людей со всей Евразии, вместе с Маратом Ахмеджановым, заместителем председателя ECG. Эти мероприятия проходят в различных местах в Великобритании, включая Институт Юнуса Эмре (Лондон), Клуб путешественников, Фицрой Хаус, Лондонский университет SOAS, Кембриджский университет, Россотрудничество (Лондон). В знак признания его работы как поэта и драматурга Парри часто приглашали в страны Центральной Азии, включая Казахстан и Кыргызстан. Действительно, в 2016 году он представил новое издание своей книги «Грамматика колдовства» в Национальной библиотеке Казахстана, Американском университете в Центральной Азии в Бишкеке Ошском государственном университете в Оше а также в журнале «Нур». -Султан. В интервью Всемирной службе Би-би-си в Кыргызстане он заявил, что «устойчивая коммерциализация книжной индустрии полностью убила культуру чтения людей». Точно так же, как сообщает «Астана Таймс», он заявил, что «Центральная Азия — это в некотором роде мир, не так ли? Кажется, что все идет либо отсюда, либо проходит здесь». Парри стал членом Консультативного совета ECG после того, как ушел с поста председателя в 2015 году.
Как организатор, Парри курировал серию встреч с авторами Института Юнуса Эмре (Лондон) в 2018 г. Среди спикеров были Джонатан Вуд, Найджел Хамфри, Майкл Данте Александр Барон, Даниэле-Хади Ирандост, Джиллиан Хаслам и Соня Поултон.
Как случайный литературный редактор, он редактировал русскоязычные книги прозы и стихов, в том числе переводы белорусских поэтов Веры Рич (Янка Купала, Якуб Колас, Максим Багданович), Раушан Буркитбаева-Нукенова, Заур Гасанов, Лендер Мамбетова, Каныбек Иманалиев, Герольд Бергер и другие.

## Ключевые темы
Основным направлением работ Парри является идея о том, что украшение — это мост к высшему сознанию. Как британский сюрреалист, его общее религиозное отношение к жизни приняло форму концептуалистского выражения в искусстве. Для Парри концептуализм — это основная методология, согласно которой художник должен сосредоточиться на значении произведения.
Парри объединяет унаследованные понятия гностицизма как со спинозизмом, так и с экспериментальной литературой.
Как сторонник зарождающейся ассоциации между высокими искусствами и магическими практиками европейского колдовства, его работа всегда была направлена на изучение глубин человеческого воображения с помощью сценического представления, которое заставляет современную аудиторию лучше понимать свое состояние.
Как сценарист и драматург на его творчество оказывают влияние Арто, Стриндберг и Ионеско.
Сексуальность, особенно гомосексуальная любовь, — основная тема письменных работ Парри.
Парри известен своим отличным использованием прозаической поэзии как стиля письма во всех своих произведениях.

## Критический прием
Первый сборник стихов Пэрри, «Искупление Калибана», был охарактеризован рецензентами как «красивый», а журнал The London Magazine отметил, что книга «поистине прекрасна и увлекательна». Один рецензент описал коллекцию как «набитую драгоценностями, чтобы их мог добыть любой, у кого хватит духу». Бернард Хуз, например, сказал: «Быстрое прочтение книги может легко заставить упустить этот момент, в основном потому, что Парри особенно искусен в описании мрачной стороны жизни».
Вторая книга Парри, «Грамматика колдовства», была также принята после публикации. Иэн Синклер заметил, что книга была «призрачным тщеславием». Нил Уотсон назвал коллекцию «уникальным феноменологическим исследованием колдовства, наполненным фантасмагорическими образами, выходящим за рамки обычного опыта в уникальной и незабываемой манере». Йохан Альстад отметил: «Большое разнообразие в этой работе перемежается мистическими произведениями. Можно проследить путь к Юнгу и другим Учителям, демонстрируя его важность и актуальность».
Английский трансгендерный писатель Джин Винчестер сказала, что « Гора Афон внутри меня» — это «выдающаяся книга, которую нужно ценить», и что она «поразительна как по глубине, так и по содержанию». Доктор Роджер Прентис сказал: «Очаровательная и интригующе переплетенная смесь обсуждения горы Афон в исторически обширной литературе с теологическими и личными размышлениями о жизни, религиях и философии делает чтение захватывающим». Также Шаиг Сафаров отметил, что «Дэвид Парри рисует сложную картину, включающую мифологию, сказки и философию, чтобы выразить величие своего предмета, не забывая при этом о мощной политике, окружающей эту сокровищницу византийского творчества». Отец доктор Роберт МакТейг SJ описывает Парри как «человека необычайной эрудиции и художественной чувствительности». Digital Journal назвал Пэрри «разносторонне одаренным человеком».
Первая театральная постановка Парри « Ботаник месье Джордан» и «Волшебник-дервиш Мастали Шах» была названа «замечательной», а ее исполнение — «осязаемым», в то время как юмор сохранил «свежесть». Д-р Али Аталар, председатель Азербайджанского Дома в Лондоне, сказал, что его «впечатлили» все составляющие этого мероприятия. Что касается пьесы Эльчина, Джонатан Вуд сказал: «Этот спектакль был истинным заявлением о радикальных намерениях, с его тайной культурной бомбой замедленного действия, успешно взорвавшейся под подбородком истеблишмента, осыпая их ЛЮБОВЬЮ и обещая возрождение эмоциональной революции в драматической форме. сформировать».

## Награды и награды
- Главный представитель Союза писателей мира (Казахстан, 2016 г.)
- Золотая медаль третьего Открытого Центральноазиатского книжного форума и литературного фестиваля за вклад в театр (Алматы, Казахстан, 2014 г.)
- Национальная медаль Открытой Евразии «За личный вклад в развитие литературной культуры» (Алматы, Казахстан 2014)[75]
- Почетная грамота Международной ассоциации «Генералы мира за мир» за «укрепление мира, дружбы и взаимопонимания между людьми» (Алматы, Казахстан, 2014 г.)
- Почетное пожизненное членство в Фонде Дорин Валиенте и Центре языческих исследований за «постоянную приверженность и преданность большему языческому сообществу» (2014)
- Член Королевского общества искусств (2014)
- Вице-президент Международной ассоциации авторов и публицистов (APIA 2013)
- Сертификат «Всемирного союза культуры» за вклад в культурные контакты творческих людей и студий (Сертификат 2011 г.)

## Избранные работы

### книги
- Искупление Калибана (2004)[76]
- Грамматика колдовства (2009)[77]
- Гора Афон внутри меня: Очерки религии, Сведенборга и искусства (2019)[78]

### Очерки и стихи
- «Ченнелинг завтра» (Pyschic World, май 2007 г.)[79]
- «Знаки духа» (Psychic World, октябрь 2007 г.)[80]
- «Искусство и Ришарф Ганкарц» (Psychic World, июнь 2007 г.)[81]
- «Диалоги с языческими мертвыми» (Psychic World, март 2007 г.)[82]
- «Калибан в клевере» (Сквозь лес 2008)[83]
- «Возрождение Блейка» (Сквозь лес 2008)[84]
- «Пилигрим» (Сквозь лес 2008)[85]
- «Есть там кто-нибудь?» (Psychic World, январь 2009 г.)[86]
- «Предисловие» к теории брака Гулвина « пирамида» (2009)[87]
- «Вступительное эссе» к произведениям Мирзы Фатали Ахундова « Ботаник месье Джордан» и «Колдун-дервиш Мастали Шах» (2010)
- «Предисловие с дымом и зеркалами» к пьесам Эльчина « Мой любимый сумасшедший и другие пьесы» (2012)
- «Получение» горба «на Евровидении» (журнал TEAS 2012)[88]
- «Метемпсихоз» (Pyschic World, январь 2013 г.)[89]
- «Язычество и традиции инакомыслия» (Национал-анархизм: методология и применение, 2013)
- «Предисловие» к " Человеку гор " Заура Гасанова (2014)
- «Мужество быть» (Норскк 2015)[90]
- «Предисловие» к книге Кредитора Мамбетовой « Моя родина, мой Крым» (2015)
- «Предисловие» к " Гёте и Абай " Герольда Бергера (2015)
- «Выполнение гнозиса: несколько заметок о расследованиях» (Лондонский информационный бюллетень CG Jung Club, 2015 г.)
- «Слова, тенгризм и Витгенштейн: личное отражение» (Open Central Asian Magazine Spring 2014)[91]
- «Предисловие» к " Тени дождя " Раушан Буркитбаевой-Нукеновой (2016)
- «Предисловие» к балету Натальи Харлампьевой « Праматерь Азия» (2016)
- Послесловие к книге Винсента Онгковиджоджо « Двери Валгаллы: эзотерическая интерпретация скандинавского мифа» (2016)
- "Интервью с голливудским продюсером Сайрусом Явне " (Open Central Asian Magazine 2016)
- «Интервью» (E-International Relations 2018)[92]
- «Предисловие» к " Кагнату " Каныбека Иманалиева (2019)
- «Размышляющее послесловие» к фильму Алана Кокса « Жизнь экстрасенсов» (2019)
- «Политика, Поэзия и Эзра Паунд» (E-International Relations 2019)[93]
- «Холи-Гэмпшир» (<i id="mwAj8">The Oldie'' 2020)[94]
- «Пять шагов для начинающего концептуального художника» (TEDxLambeth 2020)[95]

### театр
- Ботаник мсье Джордан и колдун-дервиш Мастали Шах (Школы художественного образования, Лондон, апрель 2010 г.)[96]
- Шекспир: комедия в десяти сценах, серьезных и трагических (Horse Hospital 2011)[97]
- Граждане ада (содиректор и продюсер, 2013)[98]
- Англосаксонская поэзия Эндрю Ри (Art @ The People’s Voice 2014)
- A Day in the Light (исполняется в Палате лордов 2014)
- Удача судьбы (мини-драма, 2015)
- Посвящение Хичкоку Ник Пелас (актер в роли Альфреда Хичкока, 2016)[99]
- Шекспир сегодня вечером (Камден Фриндж и Эдинбург Фриндж, 2016)[26]
- Цинциннатус (креативный директор, 2016)[100]
- Идиот Виктора Собчака (генерал Иволгин, 2017)

### Академические форумы
- Теософский гостевой дом, Текелс-Парк, Великобритания 1996 г. — Публикация 5 докладов на тему «Мистическое христианство».
- Международная театральная конференция в Баку (лектор 2010)[101]
- «Представляем Имададдина Насими» в Пушкинском Доме (координатор 2010)[102]
- Первая международная конференция Святой Горы Афон в Зальцбурге (лектор 2011)
- «По следам Одина» в Пушкинском Доме (лектор 2012)[103]
- Вторая международная конференция Святой Горы Афон в Веймаре (лектор, 2012 г.)
- «The London Thing» (куратор и лектор, октябрь 2012 г.)
- Третья международная конференция Святой Горы Афон в Белграде (лектор, 2013 г.)
- Поиски сердца (соорганизатор и лектор, 2013 г.)
- Бакинский международный гуманитарный форум (участник дискуссии 2013 г.)[104]
- «Религия — в чем смысл?» в Палате лордов (участник дискуссии 2014 г.)
- Третий Открытый Центральноазиатский книжный форум и литературный фестиваль в Алматы, Казахстан (участник дискуссии и модератор, 2014 г.)
- Паракон в Дерби (участник дискуссии 2014 г.)
- Мудрец Паракон в Уорикском замке (лектор, 2017)[105]
- TEDxLambeth: Антиномии! в Королевском обществе искусств (докладчик 2019)[106]

### Документальное и ТВ
- Королевство Калибана (сам 2009)[107]
- Он и она (обнаженный мужчина, 2012)[108]